# Rita Pereira
Rita Andreia Martins Pereira, apenas conhecida por Rita Pereira (Carcavelos, Cascais, 13 de março de 1982) é uma atriz, modelo, apresentadora de televisão, empresária  influenciadora digital portuguesa.

## Biografia e carreira
Nasceu em Carcavelos, mas entre os 3 anos e os 6 anos morou no Canadá, em Toronto, tendo lá família. Viveu também no Brasil e em Los Angeles, nos Estados Unidos. Com 16 anos começou a trabalhar numa pizzaria.Trabalhou também na Rádio Tropical, onde foi rececionista e onde tinha um pequeno programa. Entretanto conciliava com trabalhos de promotora e manequim.
Queria ser bailarina, mas optou por seguir um caminho mais seguro. Os seus estudos passaram pela Escola Nova Apostólica e depois licenciou-se em Ciências da Comunicação, variante de Publicidade, na Universidade Autónoma de Lisboa.[carece de fontes?]
Frequentou o ballet clássico durante 7 anos e mais tarde praticou dança jazz, dança contemporâneo (três anos), ragga, hip hop, danças latinas (dois anos), dança do ventre (dois anos) e danças brasileiras. Dos 7 aos 19 anos, frequentou os escoteiros, no Grupo AEP 150 de São Miguel das Encostas
Rita, estreou-se em televisão como apresentadora do programa infantil SIC Altamentee SIC no País do Natal, programa que apresentou com Jorge Gabriel. 
Estreou-se como atriz na telenovela Saber Amar, numa participação especial, mas foi em 2005 que alcançou maior sucesso com o papel de Soraia Rochinha, na segunda temporada de Morangos com Açúcar, na TVI. Entrou num dos episódios da série Uma Aventura, da SIC. Outros papéis incluem as personagens Maria Estrela, na telenovela Doce Fugitiva (2006), Diana no filme Noivas de Maio, da série de telefilmes Casos da Vida (2008), e Alice Santos na novela Feitiço de Amor (2008).
Assinou um contrato de exclusividade com a TVI, em 2008, sendo uma das caras mais ativas do canal, quer em projetos de ficção e entretenimento.
Em 2009, protagoniza telenovela da TVI, Meu Amor que em 2010, ganhou o Emmy Internacional na categoria de Melhor Telenovela.
Regressou à apresentação em 2011, com concurso Canta Comigo (TVI), que apresentou com Nuno Eiró. Nesse mesmo ano, interpreta a grande vilã Helena Borges, na telenovela Remédio Santo.
Dois anos depois, em 2013, protagonizou Destinos Cruzados. Ainda no mesmo ano foi concorrente da 1.ª edição de Dança com as Estrelas.

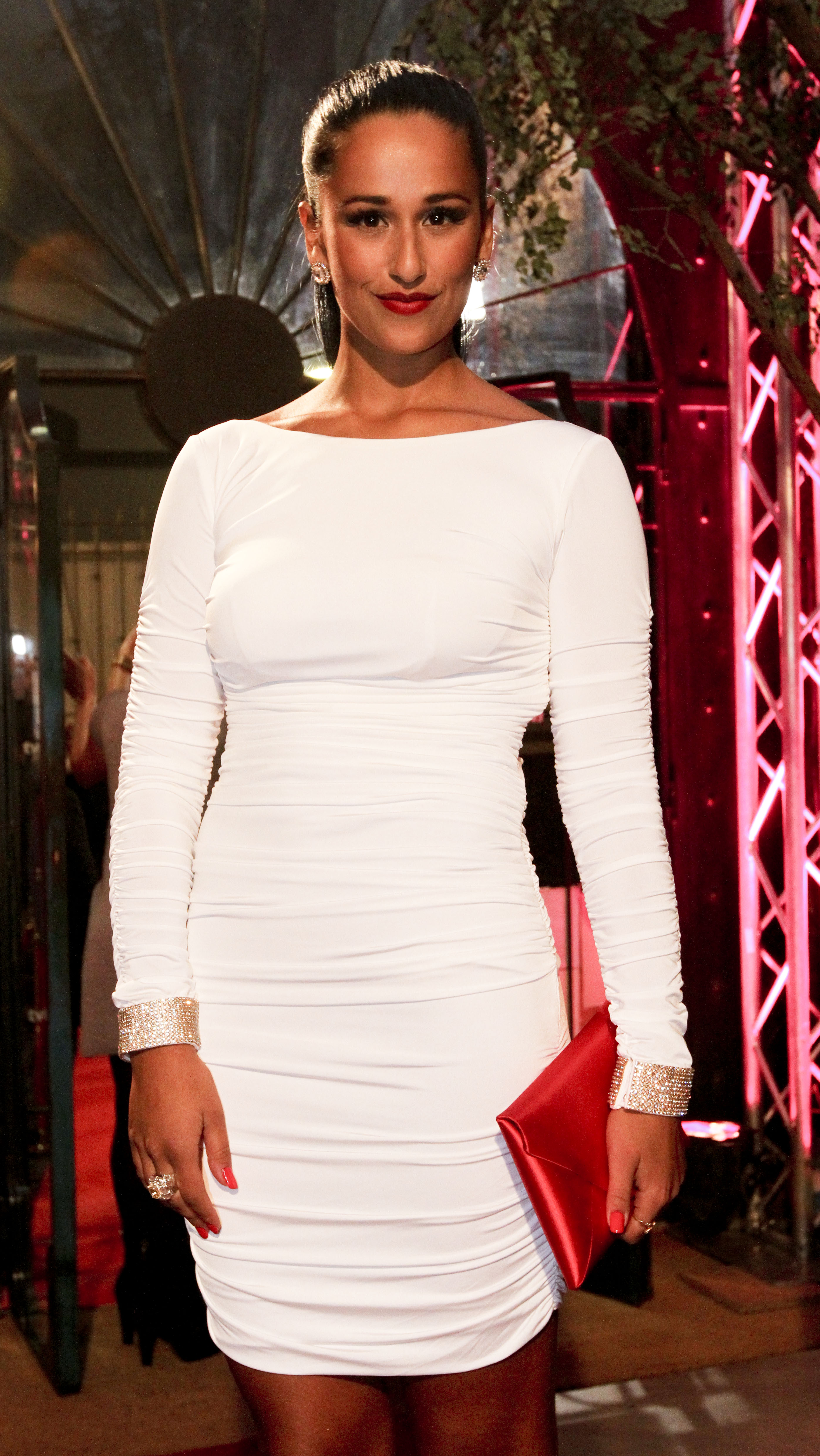
Rita Pereira em outubro de 2012.

Em 2015, deu vida a Luena da Silva, a antagonista da telenovela da TVI, A Única Mulher. Em 2017, regressa novamente como vilã, em A Herdeira.
Com a saída de Cristina Ferreira da TVI para a SIC, em outubro de 2018, a estação anuncia Rita Pereira como substituta da comunicadora na apresentação de Dança com as Estrelas, ao lado de Pedro Teixeira. Um ano depois volta a fazer dupla com Pedro Teixeira, na apresentação de Apanha se Puderes.
Em 2024, faz o seu primeiro trabalho Internacional ao integrar o elenco da novela protagonizada por Grazi Massafera na HBO Brasil, Dona Beja, no papel de Siá Boa.
No cinema, fez parte dos filmes Sei Lá (2014) e Portugal Não Está à Venda (2019).
Atualmente, Rita Pereira tem 1,5 milhão de seguidores no Instagram. Em setembro de 2024, afirmou que 80% por cento dos seus rendimentos nesse momento vinham das suas atividades enquanto influenciadora digital.

## Vida pessoal
A atriz manteve uma relação de 6 anos (2004-2010) com o cantor e ator Angélico Vieira, falecido num acidente de viação em 2011.
Entre 2010 e 2011, a atriz manteve uma relação com o empresário Miguel Mouzinho, atual companheiro da atriz e apresentadora Débora Monteiro.
Desde o verão de 2014 que mantém uma relação com o basquetebolista e empresário francês Guillaume Lalung (nascido 12 de abril de 1983 (42 anos)). No dia 27 de dezembro de 2018 nasceu o seu primeiro filho, chamado Lonô Pereira Lalung.

## Filmografia

### Televisão
| Ano         | Projeto                                   | Papel                              | Notas                                    | Canal      |
| ----------- | ----------------------------------------- | ---------------------------------- | ---------------------------------------- | ---------- |
| 2001        | SIC no País do Natal                      | Ela Própria                        | Apresentadora, ao lado de Jorge Gabriel  | SIC        |
| 2002        | SIC Altamente                             | Ela Própria                        | Apresentadora                            | SIC        |
| 2003        | Saber Amar                                | Patrícia                           | Elenco Adicional                         | TVI        |
| 2003        | O Teu Olhar                               | Concorrente da Miss Praia          | Elenco Adicional                         | TVI        |
| 2003        | Queridas Feras                            | Vanessa                            | Elenco Adicional                         | TVI        |
| 2003        | Morangos com Açúcar (1.ª temporada)       | Colega de dança de Joana           | Participação Especial                    | TVI        |
| 2004        | Maré Alta                                 | Passageira                         | Participação Especial                    | SIC        |
| 2004        | Uma Aventura na Noite das Bruxas          | Lucy                               | Participação Especial                    | SIC        |
| 2004 - 2005 | Morangos com Açúcar (2.ª temporada)       | Soraia Rochinha Gomes              | Elenco Principal                         | TVI        |
| 2005 - 2006 | Dei-Te Quase Tudo                         | Vera Dias Gomes Lacerda Capelo     | Elenco Principal                         | TVI        |
| 2006 - 2007 | Doce Fugitiva                             | Maria Estrela «Estrelinha» Santos  | Protagonista                             | TVI        |
| 2006 - 2007 | Doce Fugitiva                             | Irmã Maria dos Anjos Sampaio       | Protagonista                             | TVI        |
| 2007 - 2008 | Fascínios                                 | Kali Basur                         | Participação Especial                    | TVI        |
| 2008        | Casos de Vida                             | Diana                              | Participação, Episódio: "Noivas de Maio" | TVI        |
| 2008        | Uma Canção para Ti (1.ª edição)           | Ela Própria                        | Jurada                                   | TVI        |
| 2008 - 2009 | Feitiço de Amor                           | Alice Rodrigues Santos             | Protagonista                             | TVI        |
| 2009        | Uma Canção para Ti (2.ª edição)           | Ela Própria                        | Jurada                                   | TVI        |
| 2009        | Uma Canção para Ti (3.ª edição)           | Ela Própria                        | Jurada                                   | TVI        |
| 2009 - 2010 | Meu Amor                                  | Carmelita «Mel» Fontes Vargas Mota | Protagonista                             | TVI        |
| 2011        | Uma Canção para Ti (4.ª edição)           | Ela Própria                        | Jurada                                   | TVI        |
| 2011 - 2012 | Remédio Santo                             | Helena Coelho Monforte Borges      | Antagonista                              | TVI        |
| 2011        | Canta Comigo                              | Ela Própria                        | Apresentadora, ao lado de Nuno Eiró      | TVI        |
| 2012        | O Bairro                                  | Isabel (polícia)                   | Participação Especial                    | TVI        |
| 2012        | Morangos com Açúcar – O Filme             | Soraia Rochinha Gomes              | Elenco Principal                         | TVI        |
| 2013 - 2014 | Destinos Cruzados                         | Fernanda «Nanda» Candeias Moreira  | Protagonista                             | TVI        |
| 2013        | Dança com as Estrelas (1.ª edição)        | Ela Própria                        | Concorrente                              | TVI        |
| 2014        | Dança com as Estrelas (2.ª edição)        | Ela Própria                        | Apresentadora dos bastidores             | TVI        |
| 2014 - 2015 | Jardins Proibidos                         | Ela Própria                        | Participação Especial                    | TVI        |
| 2015 - 2017 | A Única Mulher                            | Luena da Silva                     | Antagonista (T1, T2)                     | TVI        |
| 2015 - 2017 | A Única Mulher                            | Luena da Silva                     | Protagonista (T3)                        | TVI        |
| 2015        | Pequenos Gigantes (1.ª edição)            | Ela Própria                        | Jurada                                   | TVI        |
| 2016        | Pequenos Gigantes (2.ª edição)            | Ela Própria                        | Jurada                                   | TVI        |
| 2016        | Juntos, Fazemos a Festa                   | Ela Própria                        | Apresentadora                            | TVI        |
| 2017        | Let's Dance - Vamos Dançar                | Ela Própria                        | Jurada                                   | TVI        |
| 2017 - 2018 | A Herdeira                                | Madalena Alvarenga                 | Antagonista                              | TVI        |
| 2017 - 2018 | A Herdeira                                | Nadir Fuentes                      | Antagonista                              | TVI        |
| 2018        | Palopiando                                | Ela Própria                        | Apresentadora                            | TVI África |
| 2018 - 2019 | Dança com as Estrelas (4.ª edição)        | Ela Própria                        | Apresentadora, ao lado de Pedro Teixeira | TVI        |
| 2019        | Apanha se Puderes                         | Ela Própria                        | Apresentadora, ao lado de Pedro Teixeira | TVI        |
| 2019        | A Tua Cara não me é Estranha (6.ª edição) | Ela Própria                        | Jurada                                   | TVI        |
| 2020        | Dança com as Estrelas (5.ª edição)        | Ela Própria                        | Apresentadora, ao lado de Pedro Teixeira | TVI        |
| 2020 - 2023 | Somos Portugal                            | Ela Própria                        | Apresentadora esporádica                 | TVI        |
| 2021        | All Together Now                          | Ela Própria                        | Jurada                                   | TVI        |
| 2022 - 2023 | Quero É Viver                             | Maria Rosa Lobo Furtado            | Protagonista                             | TVI        |
| 2022        | Uma Canção para Ti (5.ª edição)           | Ela Própria                        | Jurada                                   | TVI        |
| 2023 - 2024 | Morangos com Açúcar                       | Soraia Rochinha Gomes              | Participação Especial                    | TVI        |
| 2025        | Star Park                                 | Ela Própria                        | Concorrente                              | TVI        |
| 2025 - 2026 | Terra Forte                               | Maria de Fátima Goulart            | Antagonista                              | TVI        |

### Especiais / Outros
| Ano  | Projeto                            | Notas                                                | Canal |
| ---- | ---------------------------------- | ---------------------------------------------------- | ----- |
| 2014 | Jardins Proibidos                  | Ela Própria (participação especial )                 | TVI   |
| 2020 | Portugal na TVI                    | Apresentadora                                        | TVI   |
| 2020 | Todos Por Todos: Missão Continente | Apresentadora                                        | TVI   |
| 2020 | Somos Natal                        | Apresentadora                                        | TVI   |
| 2021 | Em Família- Sozinhos na Casa       | Participação                                         | TVI   |
| 2021 | Parabéns, Portugal                 | Apresentadora de exteriores                          | TVI   |
| 2022 | Parabéns TVI- 29.º Aniversário     | Apresentadora                                        | TVI   |
| 2022 | Festa É Festa                      | Ela Própria (participação especial na 2.ª temporada) | TVI   |
| 2023 | Toda a Gente Me Diz Isso           | Participação Especial                                | TVI   |
| 2024 | Funtástico                         | Jurada convidada                                     | TVI   |

### Cinema
| Ano  | Filme                         | Personagem            | Realizador     | Fontes |
| ---- | ----------------------------- | --------------------- | -------------- | ------ |
| 2012 | Morangos com Açúcar – O Filme | Soraia Rochinha Gomes |                |        |
| 2012 | Sei Lá                        | Odete                 | Joaquim Leitão | [ 29 ] |
| 2019 | Portugal Não Está À Venda     | Sara                  | André Badalo   | [ 30 ] |

### Streaming
| Ano         | Projeto                     | Papel                 | Notas                 | Canal           |
| ----------- | --------------------------- | --------------------- | --------------------- | --------------- |
| 2023 - 2024 | Morangos com Açúcar (série) | Soraia Rochinha Gomes | Participação Especial | Prime Video/TVI |
| 2025        | Dona Beja                   | Siá Boa               | Elenco Principal      | HBO Max         |

### Videoclipes
| Ano  | Título                 | Intérprete       |
| ---- | ---------------------- | ---------------- |
| 2009 | "'Tá Hot"              | Flow 212         |
| 2012 | "Porque Ainda Te Amo"  | Mickael Carreira |
| 2014 | "É Melhor Não Duvidar" | B4               |

### Dobragem
- 2008 - O Patinho Feio e Eu - (como Jesse)
- 2015 - Hotel Transylvania 2 - (como Mavis)